# Skittles

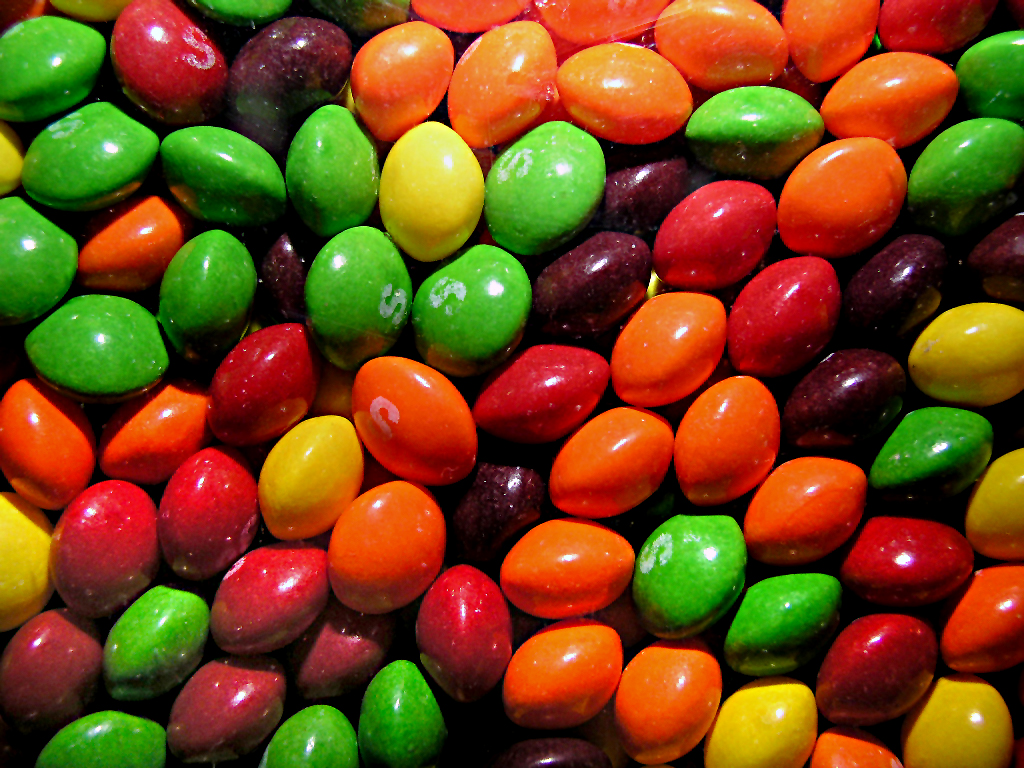
Skittles.

Skittles es una marca de caramelos multicolores con sabor a frutas, producida y comercializada por Wrigley Company, una división de Mars, Inc..
Estos tienen una cubierta rígida de azúcar que lleva la letra S, marcada sobre cada caramelo. Una forma original para distinguirlos de otros dulces. El interior es principalmente azúcar, jarabe de maíz y aceite vegetal hidrogenado, junto con jugo de frutas, ácido cítrico, aromas artificiales, idénticos a los reales y sabores artificiales, idénticos a los naturales. Estos dulces se han vendido en varios sabores, como tropical y frutas del bosque. En España existen las variedades Fruits y Crazy Sour. Diariamente se producen más de 200 millones de caramelos Skittles.

## Historia y legado
Los Skittles se comercializaron por primera vez en 1974 por una empresa británica. Se introdujeron en los Estados Unidos en 1979 como un producto de importación. En 1982, se empezaron a producir en Estados Unidos.
El eslogan «taste the rainbow» (prueba el arcoíris) fue creado por la agencia neoyorquina D'Arcy Masius Benton & Bowles circa 1994.